# Eugen Adam
Pour les personnes ayant le même patronyme, voir Adam (homonymie).
Eugen Adam (né le 22 janvier 1817 à Munich, mort le 6 juin 1880 à Munich) est un peintre allemand de scènes historiques, de genre et de batailles.

## Biographie

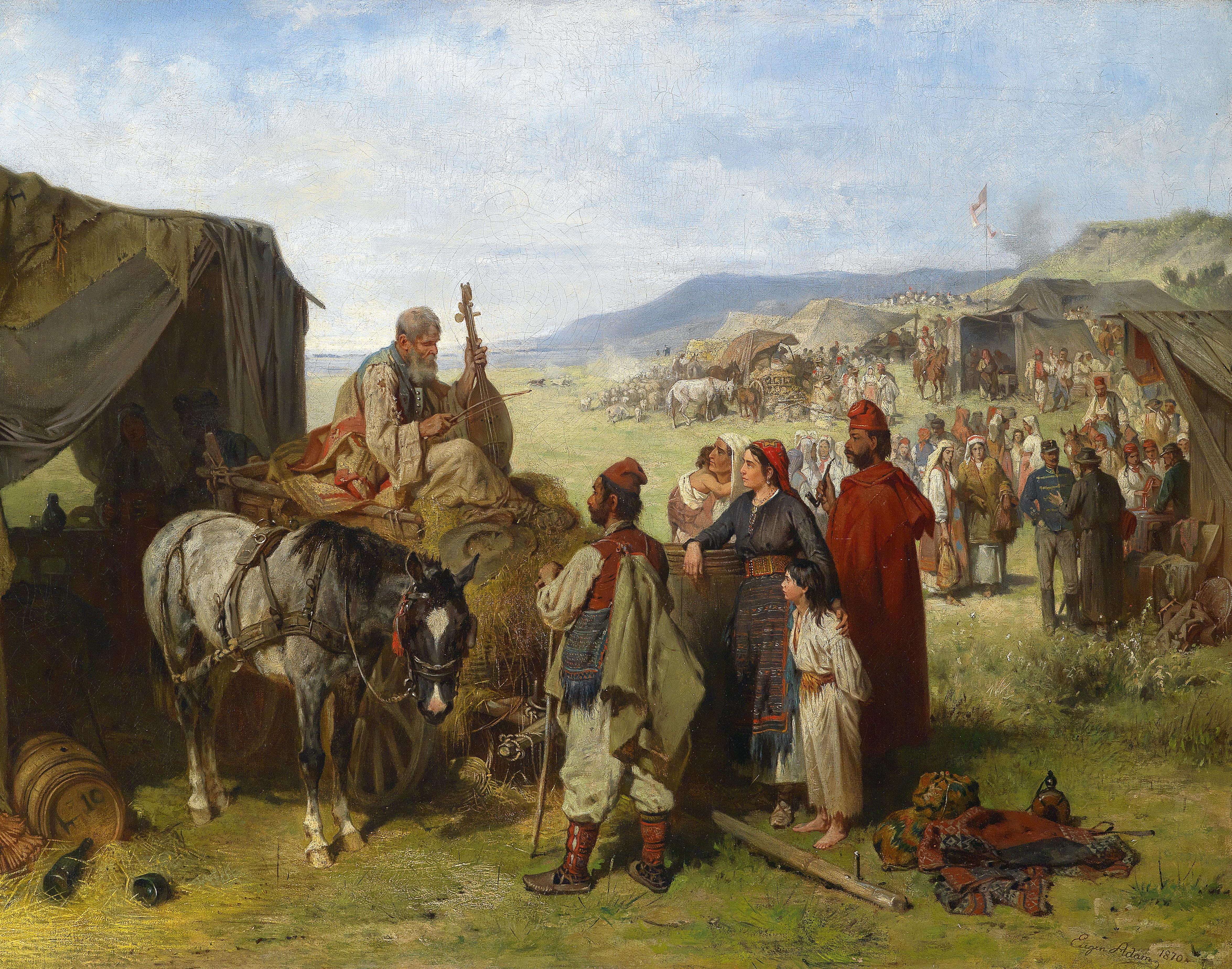
Campement en Dalmatie, 1870.

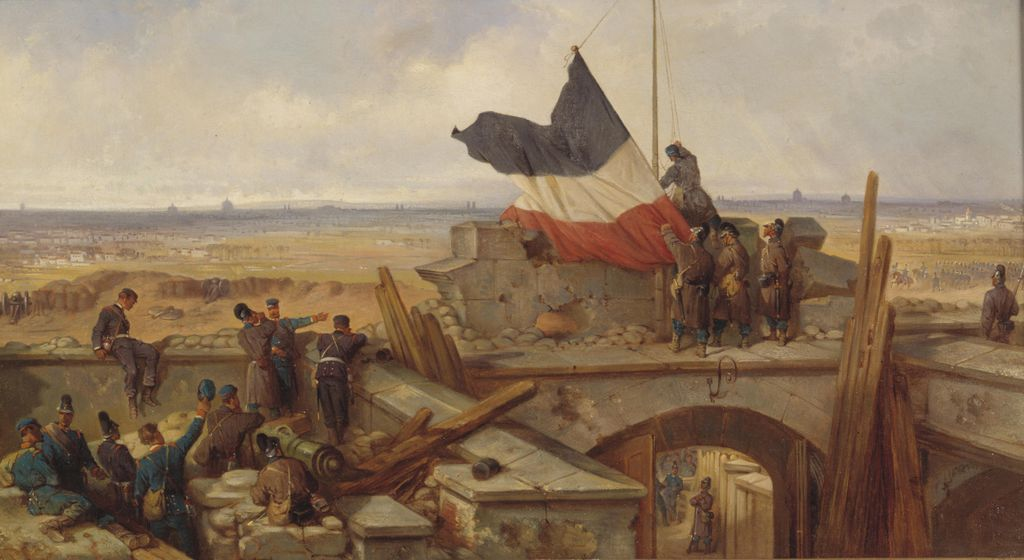
Fort de Vanves.

Eugen Adam est le troisième fils du peintre Albrecht Adam. Il a peint surtout des scènes de batailles, en particulier des combats rapprochés et des scènes de genre dans ce contexte. Les premières œuvres sont des études recueillies au cours de la première guerre d'indépendance italienne en 1848 et 1849. Il reste en Italie jusqu'en 1856 et revient à Munich pour peindre des tableaux de scènes de folklore, de chasse de guerre, en particulier la guerre franco-allemande de 1870.

## Source, notes et références
- (de) Cet article est partiellement ou en totalité issu de l’article de Wikipédia en allemand intitulé « Eugen Adam » (voir la liste des auteurs).